# Joseph Fobe
Joseph Théodore Louis Marie Corneille Fobe, né le 16 octobre 1876 à Knesselare et décédé le 10 juin 1955 au Coq fut un homme politique belge catholique. 
Joseph Fobe fut docteur en droit, notaire à Gand (1905-1930) et Président de la Fédération des Notaires de Belgique (1936-1945)
Il fut élu sénateur de l'arrondissement de Gand-Eeklo (1939-1946).

## Généalogie
- Il fut fils de Jules Fobe (1846-1929), notaire à Knesselaere, Tronchiennes et Gand, et de Emilie Castelein (1848-1897).
- Il épousa Nelly Storme (1876-1944), fille de Alfred Storme et Irma De Smet;
  - Ils eurent 13 enfants dont : Jules (1901-1983), Marie (1902-1926), Antoine, Pierre, Germaine, Henri, Andre, Simone, Ghislaine (1910-1971), Elisabeth, Suzanne, Jean, Jeanne.
- Il épousa en secondes noces en 1946 sa belle-sœur Mary Storme veuve de Félix Boulez;